# Château Utzschneider
Le château Utzschneider est un château français de la commune de Sarreguemines, dans le département de la Moselle.

## Histoire
Situé dans le quartier de Neunkirch, le château Utzschneider a été édifié en 1906 pour la veuve du propriétaire des Faïenceries de Sarreguemines, par les architectes Berninger et Krafft, issus de l'école d'architecture de Stuttgart. Sarreguemines est alors une ville de l'Empire Allemand. 
En 1918, la ville redevient française et frontalière. Les années 1930 sont des années difficiles. Située entre la Ligne Maginot et le Troisième Reich Nazi, la ville se trouve dans une position précaire et se dépeuple. 
En 1940, le département de la Moselle est rattaché de facto au Reich et intègre le Gau Westmark, dont la capitale est Sarrebruck. Le château est réquisitionné par le gouvernement nazi. À la libération, il sert de Quartier Général aux forces américaines puis est laissé à l'abandon. Il sert d'école de 1956 à 1983, avant d'être de nouveau abandonné. 
Racheté par le district, le château est devenu le siège de la Communauté d'Agglomération de Sarreguemines-Confluences. Le parc est ouvert au public.